# 電磁気量の単位系
電磁気量の単位系（でんじきりょうのたんいけい）とは、電磁気量に関する単位系である。
電磁気量の単位系には、国際的に定められている国際単位系（SI）のほかにも、歴史的な経緯から複数の流儀がある。

## 電磁気量の体系
電磁気量の様々な単位系は、それぞれが基づいている量体系そのものが異なっている。力学量の体系に電磁気学における物理量を組み込む方法が量体系によって異なっているのである。電磁気量を定義する量方程式を、係数を含む形で量体系に依らない形で示し、それぞれの係数がどのような値をとるかを示す。
なお、これらの係数の置き方は必然ではなく、置き方が違っても同様に話を進めることができる。ここで用いている係数 λ, γ, ε0, μ0 は、参考文献『Systems of Electorical Units』では Γr, Γs, Γe, Γm に対応する。

### 方程式系
まず、電磁気的な力を与えるローレンツ力は
{\displaystyle {\boldsymbol {f}}=q({\boldsymbol {E}}+\gamma ^{-1}{\boldsymbol {v}}\times {\boldsymbol {B}})}
となる。
次にマクスウェルの方程式は
{\displaystyle \operatorname {div} {\boldsymbol {D}}=\lambda \rho }
{\displaystyle \gamma \operatorname {rot} {\boldsymbol {H}}-{\frac {\partial {\boldsymbol {D}}}{\partial t}}=\lambda {\boldsymbol {j}}}
{\displaystyle \operatorname {div} {\boldsymbol {B}}=0}
{\displaystyle \gamma \operatorname {rot} {\boldsymbol {E}}+{\frac {\partial {\boldsymbol {B}}}{\partial t}}=\mathbf {0} }
となる。電磁ポテンシャルを用いて書き換えれば
{\displaystyle {\boldsymbol {E}}=-\operatorname {grad} \phi -{\frac {1}{\gamma }}{\frac {\partial {\boldsymbol {A}}}{\partial t}}}
{\displaystyle {\boldsymbol {B}}=\operatorname {rot} {\boldsymbol {A}}}
となる。
最後に D と E、 H と B を関係付ける構成方程式は
{\displaystyle {\boldsymbol {D}}=\epsilon _{0}{\boldsymbol {E}}+\lambda {\boldsymbol {P}}}
{\displaystyle {\boldsymbol {H}}={\boldsymbol {B}}/\mu _{0}-\lambda {\boldsymbol {M}}}
となる。
マクスウェルの方程式から連続の方程式
{\displaystyle \operatorname {div} {\boldsymbol {j}}+{\frac {\partial \rho }{\partial t}}=0}
が導かれる。
静電場においてはクーロンの法則が導かれ、二つの電荷 Q に作用する力は
{\displaystyle F={\frac {\lambda }{4\pi \epsilon _{0}}}{\frac {Q^{2}}{r^{2}}}}
となる。定常電流に対してはビオ・サバールの法則が導かれ、無限に長い平行電流 I に作用する長さ当たりの力は
{\displaystyle {\frac {dF}{dL}}={\frac {\lambda \mu _{0}}{4\pi \gamma ^{2}}}{\frac {2I^{2}}{r}}}
となる。

#### 物理定数の関係式
真空における光速度と特性インピーダンスは、電気定数、磁気定数と
{\displaystyle c={\frac {\gamma }{\sqrt {\mu _{0}\epsilon _{0}}}}}
{\displaystyle Z_{0}={\frac {\lambda }{\gamma }}{\sqrt {\frac {\mu _{0}}{\epsilon _{0}}}}}
{\displaystyle \epsilon _{0}={\frac {\lambda }{Z_{0}c}}}
{\displaystyle \mu _{0}={\frac {\gamma ^{2}}{\lambda }}{\frac {Z_{0}}{c}}}
で関係付けられる。
微細構造定数、磁束量子と導電量子は、電気素量、作用量子（プランク定数）と
{\displaystyle \alpha ={\frac {Z_{0}e^{2}}{2h}}}
{\displaystyle \varPhi _{0}={\frac {\gamma h}{2e}}}
{\displaystyle G_{0}={\frac {2e^{2}}{h}}}
で関係付けられる。
ボーア半径、ハートリーエネルギー、及びボーア磁子は電子質量と
{\displaystyle a_{0}={\frac {4\pi }{Z_{0}c}}{\frac {\hbar ^{2}}{m_{\text{e}}e^{2}}}}
{\displaystyle E_{\text{h}}={\frac {Z_{0}c}{4\pi }}{\frac {e^{2}}{a_{0}}}}
{\displaystyle \mu _{\text{B}}={\frac {1}{\gamma }}{\frac {e\hbar }{2m_{\text{e}}}}}
で関係付けられる。

### 量体系の分類

#### 対称化
ローレンツ力の式に含まれる係数 γ は対称化係数、あるいは連結因子と呼ばれる係数であり、電気的な量と磁気的な量の結びつけ方を決める係数である。電磁気学の法則は電気と磁気について式の形は対称的であるが、電気的な量と磁気的な量で次元が一致するとは限らない。
対称化の係数 γ が速度の次元を持つとき、電気的な量と磁気的な量の次元が一致する。電磁気学において速度の次元をもつ普遍定数は、真空における電磁波の伝播速度、即ち光速度 c である。電気的な量と磁気的な量の次元を一致させる対称な量体系では γ = c とする。一方で対称化を行わない量体系では γ = 1 である。
なお、特殊相対性理論を扱う場合には、しばしば c = 1 に固定するため、この場合は両者に違いはない。

#### 有理化
マクスウェル方程式に含まれる係数 λ は有理化の係数で、有理系（rationalized system）においては λ = 1 をとり、非有理系（non-rationalized system）では λ = 4π をとる。
この係数 4π は全周の立体角に由来しており、点電荷の帯びる電気量が、有理系では全周の電束に等しく、非有理系では立体角あたりの電束に等しい。角度が無次元量であるとするならば、電磁気的な量の次元には影響しない。
歴史的には、クーロンの法則やビオ・サバールの法則がマクスウェル方程式より先に知られていたため、初期の単位系ではこれらの法則の係数 λ/4π が消える非有理系だった。後により基本的な関係式であるマクスウェル方程式が確立されたことにより、マクスウェル方程式に現れる係数 4π を消去する有理化（rationalizarion）が1882年にオリヴァー・ヘヴィサイドにより提唱された。無理数である 4π を消すことが「有理化」と呼ばれた由来である。有理系では 4π が完全に消えるわけではなく、非有理系では現れなかったクーロンの法則やビオ・サバールの法則の係数に 4π が現れる。しかし、球対称問題において、立体角に由来する 4π が現れるのは全くもって自然なことである。

#### 次元
構成方程式に含まれる係数 ε0, μ0 はそれぞれ電気定数、磁気定数と呼ばれる。これらは光速度と関係付けられており独立ではない。力学量の体系は3つの基本量の組み合わせで構築される。電気定数、もしくは磁気定数を、力学量と独立した電磁気学に独自の次元を持つ定数として導入すると、次元の自由度が一つ増えて基本量が4つとなる。
一方、これらを数学定数（無次元量）もしくは力学量の次元を持つ定数に固定する場合は次元の自由度が増えず、基本量は3つのままである。

## 単位系の分類
| 単位系                    | 力学単位  | 有理化 | 対称化 | 次元 | λ  | γ | ε0          | μ0          | 基本単位           |
| ------------------------- | --------- | ------ | ------ | ---- | -- | - | ----------- | ----------- | ------------------ |
| CGS電磁単位系 （CGS-emu） | CGS単位系 | 非有理 | 非対称 | 3    | 4π | 1 | 1/c2        | 1           | cm, g, s           |
| CGS静電単位系 （CGS-esu） | CGS単位系 | 非有理 | 非対称 | 3    | 4π | 1 | 1           | 1/c2        | cm, g, s           |
| CGSガウス単位系           | CGS単位系 | 非有理 | 対称   | 3    | 4π | c | 1           | 1           | cm, g, s           |
| ヘヴィサイド単位系        | CGS単位系 | 有理   | 対称   | 3    | 1  | c | 1           | 1           | cm, g, s           |
| 一般化電磁単位系          | CGS単位系 | 非有理 | 非対称 | 4    | 4π | 1 | 1/μ0c2      | 1 dyn/Bi2   | cm, g, s, Bi       |
| 一般化静電単位系          | CGS単位系 | 非有理 | 非対称 | 4    | 4π | 1 | 1 Fr2/erg·m | 1/ε0c2      | cm, g, s, Fr       |
| MKSA単位系                | MKS単位系 | 有理   | 非対称 | 4    | 1  | 1 | 1/μ0c2      | 4π×10−7 H/m | m, kg, s, A        |
| MKSC単位系                | MKS単位系 | 有理   | 非対称 | 4    | 1  | 1 | 1/μ0c2      | 4π×10−7 H/m | m, kg, s, C        |
| MKSΩ単位系                | MKS単位系 | 有理   | 非対称 | 4    | 1  | 1 | 1/μ0c2      | 4π×10−7 H/m | m, kg, s, Ω        |
| MKSP単位系                | MKS単位系 | 有理   | 対称   | 3    | 1  | c | 1           | 1           | m, kg, s           |
| 実用単位系                | QES系     | 非有理 | 非対称 | 3    | 4π | 1 | 1/c2        | 1           | 109 cm, 10−11 g, s |

### 力学単位
力学的な量の基本単位をMKS単位系とするかCGS単位系とするかの違いである。単位の大きさにしか影響せず、式の形などは変化しない。

### 次元
基本単位が3つか4つかの違いである。3元系の場合、力学の単位系に新たな基本単位を加えることなく、電磁気の単位を生み出す。
たとえばCGS静電単位系では、ε0 = 1（無次元）と置くことで、クーロンの法則から ε0 が消去され F = Qq/r2 となり（λ = 4π も代入した）、これに F = 1 dyn、r = 1 cm、Q = q = 1 esu を代入すれば電荷の単位 esu = dyn1/2cm が導き出される。dyn と cm から組み立てられていることからもわかるとおり、これは基本単位ではなく組立単位である。どの定数をどのような値に置くかにより、さまざまな単位系ができ、単位の大きさだけでなく次元も異なる。
CGS系電磁単位系・静電単位系・ガウス単位系では λ, γ, ε0, μ0 の全てが、4π のような数学定数や、1/c2 のような他の物理定数から計算できる量になっており、方程式から消去できる。これらは3元系である。
それらに対し、MKSA単位系は μ0 = 4π×10−7 H/m が独立した物理定数であり、消去できない。そのため、電磁気の単位は力学単位から組み立てられない次元を持つ。余分な物理定数が1つなので、それらの次元は自由度が1つで、基本単位を1つ追加すればいい。なお ε0 は ε0 = 1/μ0c2 と消去できるので数に入れない。
3元系は理論的な取り扱いには便利で、理論科学や数値実験に好まれる。しかし、自由度が低いため、単位の大きさが非日常的なサイズになりやすく、実験科学や工学には不便である。特に電磁気の単位では、3つの基本単位は力学単位系としてすでに決まっているので、λ, γ, ε0, μ0 を決めれば、全ての電磁気の単位が一律に決まってしまう。
それに対し、4元系では自由度が多いので、単位の大きさを調整でき、日常的なサイズに近づけることができる。たとえば、電流の単位を10倍にするには、μ0 の次元は L2 M T−2 I−2 で電流 (I) の指数は－2なので、μ0 の値を 10−2 = 1/100 倍にすればいい。MKSA単位系の μ0 が不思議な値なのは、このような調整をした結果である。

## 各々の単位系
国際単位系（SI）において、電磁気量に関わる単位は電気素量の値を固定することで定義されている。このような形になるまでには、様々な変遷があった。電磁気学に関する研究が始められ、その単位が作られ出したころ、広く使用されていた単位系はCGS単位系であった。初期の電磁気量の単位はCGS単位系の上で構築された。

### 主要な単位系

#### CGS電磁単位系
CGS電磁単位系（CGS-emu）は、3元の非対称な非有理系である。最初に構築された電磁気の単位系で、ウェーバーにより作られた。
電磁単位系は非対称な非有理系であり、γ = 1, λ = 4π である。
さらに、ビオ・サバールの法則が一つも係数を含まなくなるように μ0 = 1 に選ばれている。
このとき、離隔距離 a の平行な直線電流 I に作用する長さあたりの力は
{\displaystyle {\frac {dF}{dL}}={\frac {2I^{2}}{a}}}
である。従って、電流の次元は [力]1/2 となる。
力学単位としてCGSを選んでいるため、一貫性のある力の単位はダイン（記号: dyn）であり、一貫性のある電流の単位は dyn1/2 となる。
これを電流の電磁単位（electromagnetic unit）と呼び、emu と書く。ただし、emu は電流の単位の固有の名称ではなく、他の電磁気量にも用いられる単位である。例えば一貫性のある電荷の単位は dyn1/2 s であり、これも emu である。どの量の単位であるかを区別するため量の名称を付記する。後に電流の単位には固有の名称ビオ（記号: Bi）が与えられているほか、SI単位を援用した命名規則がある（電流のSI単位アンペアを援用したアブアンペア（記号: abA）など）。
- emu 電流 = dyn1/2 = Bi = abA
- emu 電荷 = dyn1/2 s = abC
- emu 磁束 = dyn1/2 cm = Mx = abWb

平行電流 1 Bi の離隔距離が 1 cm のとき、 1 cm あたり 2 dyn の力が作用する。
一方で、離隔距離 a の点電荷 Q に作用する力は
{\displaystyle F=c^{2}{\frac {Q^{2}}{a^{2}}}}
であり、電荷 Q = 1 emu、離隔距離 a = 1 cm のとき、作用する力は 8.987×1020 dyn である。

#### CGS静電単位系
CGS静電単位系（CGS-esu）は、3元の非対称な非有理系である。マクスウェルにより提案された。
静電単位系は電磁単位系と同じく非対称な非有理系であり、γ = 1, λ = 4π である。
しかし静電単位系では電磁単位系と異なり、クーロンの法則が一つも係数を含まなくなるように ε0 = 1 に選ばれている。
このとき、離隔距離 a の点電荷 Q に作用する力は
{\displaystyle F={\frac {Q^{2}}{a^{2}}}}
であり、電荷の次元は [力]1/2 [長さ] である。
一貫性のある電荷の単位は dyn1/2 cm となる。これを電荷の静電単位（electrostatic unit）と呼び、esu と書く。電磁単位と同様に、esu も電荷の
単位の固有の名称ではなく、他の電磁気量にも用いられる単位である。どの量の単位であるかを区別するため量の名称を付記する。後に電荷の単位には固有の名称フランクリン（記号: Fr）が与えられているほか、SI単位を援用した命名規則がある（電荷のSI単位クーロンを援用したスタットクーロン（記号: statC）など）。
- esu 電荷 = dyn1/2 cm = Fr = statC
- esu 電流 = dyn1/2 cm/s = statA
- esu 電位 = dyn1/2 = statV

点電荷 1 Fr の離隔距離が 1 cm のとき、作用する力は 1 dyn である。
一方で、離隔距離 a の平行な直線電流 I に作用する長さあたりの力は
{\displaystyle {\frac {dF}{dL}}={\frac {2I^{2}}{ac^{2}}}}
であり、電流 I = 1 esu、離隔距離 a = 1 cm のとき、1 cm あたりに作用する力は 2.229×10−21 dyn である。 

#### CGSガウス単位系
CGSガウス単位系 (ガウス単位系) は、3元の対称な非有理系である。ヘルムホルツとヘルツが提唱した。
ガウス単位系はEMUやESUと同じく非有理系であるため、λ = 4π であるが、EMUやESUと異なり対称系であるため γ = c である。光速度 c を用いて電気と磁気の対称化を行ったため、ε0 = 1 と μ0 = 1 を同時に満たすことができる。これは磁気に関する量には電磁単位系、電気に関する量には静電単位系を用いていることに相当する。
この単位系は、電場と磁場の方程式が対称になり、理論的な見通しが良いという特長があるため、現在でも理論物理学や天文学などで用いられることがある。

#### ヘヴィサイド・ローレンツ単位系
ヘヴィサイド・ローレンツ単位系（ヘヴィサイド単位系）は、3元の対称な有理系である。ヘヴィサイドが1883年に提唱し、ヘンドリック・ローレンツが再編成したCGS単位系で、ガウス単位系を有理化したものである。
ヘヴィサイドはそれまでの単位系が暗黙のうちに λ = 4π としていたのを λ = 1 とし、電磁気量と力学量との関係を表す関係式の分母に 4π を入れることで、マクスウェル方程式に 4π が表れないようにし、これを有理化と呼んだ。有理化によりマクスウェル方程式などは簡単な形式で記述されるようになったが、その代償として従来の単位系との換算の際に{\displaystyle {\sqrt {4\pi }}}が大量に表れた。単位の換算が頻繁に必要となる実験科学者や技術者にとっては、実用的な単位系ではなかった。しかし理論家にとっては単位の大きさは重要ではないので、希に使われることがある。

#### 実用単位系
実用単位系 (practical units) もしくはBA単位系 (British Association units) は、電磁単位系を元としながら電磁気の単位を10の冪倍し実用的な大きさとした単位系である。定数の置き方は電磁単位系と同じである。
アンペア (A)、ボルト (V) など、現在も使われる電磁気の単位の多くは、元は実用単位である（一部はさらに古い歴史を持つ）。
実用単位系は電磁気の単位のみを持ち、力学の単位を持たないが、理論から逆算すれば 109 cm、10−11 g、秒を基本単位としていることになる（あくまで計算上のことであり、そのような単位が使われたわけではない）。

#### MKSA単位系
MKSA単位系は、4元の非対称な有理系である。また、これまでの単位系と異なり、MKS単位系を拡張したものである。
工業の発展により、それまでのCGS単位系の基本単位は小さすぎたことから、より実用的な単位系としてMKS単位系への移行が行われるようになった。これにあわせて、電磁気の単位もMKS単位系を基本としたものに移行する必要が出てきた。電気工学でも、実用単位が広まった。
ジョヴァンニ・ジョルジは、電流の実用単位アンペアをもう1つの基本単位とする4元系を提唱した。このことにより、これまで物理定数として意識されていなかった ε0 と μ0 が、物理定数として意味のある量を持つようになった。
さらに同時に、力学単位をMKS単位系に変更し、有理化を採用した。この3つの変更により、ε0 = 107/4π(c·s/m)2 F/m（c·s/m は、光速を単位 m/s で割って無次元の数値にしたもの）、μ0 = 4π×10−7 H/m となった。ヘヴィサイド単位系のように有理化で{\displaystyle {\sqrt {4\pi }}}が大量に表れる弊害を避けるために、4π は ε0 と μ0 に含められた（3元系ではこの解決法はできない）。
国際単位系(SI)は、電磁気に関してはMKSA単位系を採用している。

### マイナーな単位系

#### 一般化CGS単位系
3元のCGS電磁単位系・静電単位系を、形式的に、MKSA単位系のような4元系に修正した単位系である。MKSA単位系への移行の際の過渡的措置として、1961年、国際純粋・応用物理学連合 (IUPAP) の国際記号単位述語委員会 (SUN委員会) が導入した。
一般化CGS電磁単位系は、電流の単位 emu にビオ (Bi) という名称を与え、基本単位とする。これにより、μ0 は無次元量の1ではなく、次元を持つ 1 dyn/Bi2 となる。
一般化CGS静電単位系は、電荷の単位としての esu をフランクリン (Fr) と呼び基本単位とする。これにより、ε0 は無次元量の1ではなく、次元を持つ 1 Fr2/erg·cm となる。ただし、この基本単位の名称フランクリンは、（一般化電磁単位系のビオと異なり）従来からあった名称である。
ただしこれらの変更では単位の大きさは変わらず、基本単位からの組み立てのみが変わる。

#### MKSC単位系・MKSΩ単位系
MKSA単位系と同様の4元系だが、第4の基本単位としてアンペア (A) の代わりにクーロン (C) やオーム (Ω) を使った単位系である。実用上はMKSA単位系とまったく同じで、単位の定義のしかたが違うだけである。

#### MKSP単位系
MKSP単位系は、ヘヴィサイド単位系のような、3元の対称な有理系である。ただし、力学単位系としてMKS単位系を採用している。鈴木範人・小塩高文による。
ヘヴィサイド単位系と同様に理論計算が簡便で、しかしヘヴィサイド単位系と異なり力学単位はSIと同じで比較的相性がいいので、数値実験に使われることがある。

## 単位名称
CGS電磁単位系・静電単位系・ガウス単位系は、3元系なので理論上は力学単位から全ての単位を組み立てられるが、電磁単位系での電流の単位が dyn1/2 になるなど指数に半整数が表れる問題があるので、そのような表現はされなかった。
電磁単位系の電流の単位は電磁単位 (emu)、静電単位系の電荷の単位は静電単位 (esu) と呼ばれた。これらはガウス単位系でも使うことができる。また、3元系の特徴としていくつかの物理量の次元が同じになり、たとえば磁束も emu で表せた。
MKSA単位系の元となった実用単位は、当初より単位名称と共に考案された。電圧のボルト (V)、電流のアンペア (A)、電荷のクーロン (C) などがそうである。ただし電気抵抗のオーム (Ω) は、実用単位以前から存在した単位と名称である。
実用単位との比較の問題から、実用単位の名称に接頭辞アブ (ab; absoluteの略) を付けて、元となった電磁単位を表すようになった。たとえば、電磁単位系の電流の単位 (emu) はアブアンペア (abA) となる。静電単位系でもこれに倣ってスタット（stat; staticの略）をつけて表すこともある。たとえば、静電単位系の電荷の単位 (esu) はスタットクーロン (statC) となる。
いくつかのガウス単位系の単位には、固有の名称が与えられた。
- マクスウェル (Mx) - 磁束
- エルステッド (Oe) - 磁場
- ガウス (G) - 電束密度
- ギルバート (Gb) - 起磁力
- フランクリン (Fr) - 電荷

フランクリン以外は磁気系の単位、つまり、電磁単位系と共通の単位である。
一般化電磁単位系では、電流の単位を新しくビオ (Bi) と名づけた（これはガウス単位系でない唯一の単位名称となった）。
MKSA単位系（および国際単位系）では、実用単位の名称がそのまま使われる。

## 換算

### 量の換算
まずは異なる量体系において定義されている量を関係付ける必要がある。ここでは国際量体系（有理-非対称、γ = 1、λ = 1）を基準とし、電荷の換算係数を {\displaystyle Q^{\text{X}}/Q=k^{\text{X}}} とする。つまり、量体系 X における電荷 QX は、ISQにおける電荷 Q に、換算係数 kX を掛けたものということである。
| 量       | 換算式                | 非有理-非対称          | 非有理-対称            | 有理-対称        |
| -------- | --------------------- | ---------------------- | ---------------------- | ---------------- |
| 電荷     | QX = kX Q             | QNA = kNA Q            | QNS = kNS Q            | QRS = kRS Q      |
| 電流     | IX = kX I             | INA = kNA I            | INS = kNS I            | IRS = kRS I      |
| 電位     | VX = 1/kX V           | VNA = 1/kNA V          | VNS = 1/kNS V          | VRS = 1/kRS V    |
| 磁束     | ΦX = (γX/kX) Φ        | ΦNA = (1/kNA) Φ        | ΦNS = (c/kNS) Φ        | ΦRS = (c/kRS) Φ  |
| 電場強度 | EX = (1/kX) E         | ENA = (1/kNA) E        | ENS = (1/kNS) E        | ERS = (1/kRS) E  |
| 磁束密度 | BX = (γX/kX) B        | BNA = (1/kNA) B        | BNS = (c/kNS) B        | BRS = (c/kRS) B  |
| 電気変位 | DX = λXkX D           | DNA = 4πkNA D          | DNS = 4πkNS D          | DRS = kRS D      |
| 磁場強度 | HX = (λXkX/γX) H      | HNA = 4πkNA H          | HNS = (4πkNS/c) H      | HRS = (kRS/c) H  |
| 誘電分極 | PX = kX P             | PNA = kNA P            | PNS = kNS P            | PRS = kRS P      |
| 磁気分極 | MX = (kX/γX) M        | MNA = kNA M            | MNS = (kNS/c) M        | MRS = (kRS/c) M  |
| 誘電率   | εX = λX(kX)2 ε        | εNA = 4π(kNA)2 ε       | εNS = 4π(kNS)2 ε       | εRS = (kRS)2 ε   |
| 透磁率   | μX = (1/λX)(γX/kX)2 μ | μNA = (1/4π)(1/kNA)2 μ | μNS = (1/4π)(c/kNS)2 μ | μRS = (c/kRS)2 μ |
| 導電率   | σX = (kX)2 σ          | σNA = (kNA)2 σ         | σNS = (kNS)2 σ         | σRS = (kRS)2 σ   |
| 電気抵抗 | RX = (1/kX)2 R        | RNA = (1/kNA)2 R       | RNS = (1/kNS)2 R       | RRS = (1/kRS)2 R |
| 静電容量 | CX = (kX)2 C          | CNA = (kNA)2 C         | CNS = (kNS)2 C         | CRS = (kRS)2 C   |
| 誘導係数 | LX = (1/kX)2 L        | LNA = (1/kNA)2 L       | LNS = (1/kNS)2 L       | LRS = (1/kRS)2 L |

### 値の換算
それぞれの単位系における値を関係付ける換算係数は、以下のように求められる。
ガウス単位系においては、電気定数が1に固定されているガウス単位系は非有理で対称な量体系に基づいており
{\displaystyle \epsilon _{0}^{\text{g}}=4\pi (k^{\text{g}})^{2}\epsilon _{0}=1}
である。従って、電荷の換算係数が
{\displaystyle k^{\text{g}}={\frac {1}{\sqrt {4\pi \epsilon _{0}}}}={\frac {c}{{\text{m}}/{\text{s}}}}{\sqrt {1.000\times 10^{-7}\ {\text{N}}\ {\text{m}}^{2}/{\text{C}}^{2}}}={\frac {2.998\times 10^{9}\ {\text{Fr}}}{\text{C}}}}
と求められる。
ガウス単位系における電荷の換算式は
{\displaystyle Q^{\text{g}}/{\text{Fr}}=2.998\times 10^{9}\ Q/{\text{C}}}
となる。
また、磁束の換算係数は
{\displaystyle {\frac {c}{k^{\text{g}}}}={\sqrt {1.000\times 10^{7}\ {\text{N}}\ {\text{m}}^{2}/{\text{Wb}}^{2}}}={\frac {1.000\times 10^{8}\ {\text{Mx}}}{\text{Wb}}}}
と求められ、ガウス単位系における磁束の換算式は
{\displaystyle \varPhi ^{\text{g}}/{\text{Mx}}=1.000\times 10^{8}\ \varPhi /{\text{Wb}}}
となる。
これらの換算式により、例えば電気素量のガウス単位系における値は
{\displaystyle e^{\text{g}}/{\text{Fr}}=2.998\times 10^{9}\times (1.602\ 176\ 634\times 10^{-19})=4.803\times 10^{-10}}
{\displaystyle e^{\text{g}}=4.803\times 10^{-10}\ {\text{Fr}}}
と換算され、磁束量子のガウス単位系における値は
{\displaystyle \varPhi _{0}^{\text{g}}/{\text{Mx}}=1.000\times 10^{8}\times (2.067\ 838\ 848\times 10^{-15})=2.067\times 10^{-7}}
{\displaystyle \varPhi _{0}^{\text{g}}=2.067\times 10^{-7}\ {\text{Mx}}}
と換算される。

### 単位の換算
電磁気量の単位には、力学単位のように dyn = 10−5 N のように、等号で結ばれる換算式は存在しない。
これは電磁気量の単位系のそれぞれが異なる量体系に基づいているためである。
異なる量体系を結びつける関係式を {\displaystyle Q^{\text{g}}\doteq Q} のように設定することで
{\displaystyle {\text{Fr}}\doteq {\frac {\text{C}}{2.998\times 10^{9}}}}
という形で異なる量体系に基づく単位を結びつける関係式を書くことができる。
この関係式は電荷の換算係数を {\displaystyle k^{\text{g}}\doteq 1} と設定しており、磁束が {\displaystyle \varPhi ^{\text{g}}\doteq c\varPhi } となってしまう。これは不都合であるため別の関係式を {\displaystyle \varPhi ^{\text{g}}\circeq \varPhi } と設定することで
{\displaystyle {\text{Mx}}\circeq {\frac {\text{Wb}}{1.000\times 10^{8}}}}
という関係式が得られる。

各単位系を相互に変換するには、簡単な計算で求められる係数を乗算すればよい。なお、CGS単位系の基本単位となる物理量や、国際単位系(SI)の基本単位となる電流（アンペア）は、その定義通りの実験が困難であるため、より高い精度の別の実験から間接的に求められている。
CGSガウス単位系の単位を1とした場合、各単位系の単位の換算は以下のようになる。ただし、c は光速そのものではなく、光速を cm/s で表した場合の数値 c = 2.99792458×1010（単位なし）とする。
|                    | 電流                            | 磁束                              | 電荷                            | 電圧                              |
| ------------------ | ------------------------------- | --------------------------------- | ------------------------------- | --------------------------------- |
| CGS電磁単位系      | 1                               | 1                                 | 1/c                             | c                                 |
| CGS静電単位系      | c                               | 1/c                               | 1                               | 1                                 |
| CGSガウス単位系    | 1                               | 1                                 | 1                               | 1                                 |
| ヘヴィサイド単位系 | {\displaystyle {\sqrt {4\pi }}} | {\displaystyle 1/{\sqrt {4\pi }}} | {\displaystyle {\sqrt {4\pi }}} | {\displaystyle 1/{\sqrt {4\pi }}} |
| MKSA単位系         | 10                              | 10-8                              | 10/c                            | 10-8c                             |

| MKSA/SI      | 物理量       | 物理量 | emu      | esu/gauss  |                | MKSA/SI        | 物理量 | 物理量     | emu/gauss | esu |
| アンペア (A) | 電流         | I      | 10−1 Bi  | 10−1c      | ボルト (V)     | -              | -      | -          | -         |     |
| ボルト (V)   | 起電力・電位 | V      | 108      | 108/c      | アンペア (A)   | 起磁力・磁位   | Fm     | 10−1×4π Gb | 10−1×4πc  |     |
| オーム (Ω)   | 電気抵抗     | R      | 109      | 109/c2     | ジーメンス (S) | -              | -      | -          | -         |     |
| クーロン (C) | 電荷         | Q      | 10−1     | 10−1c Fr   | ウェーバ (Wb)  | 磁荷           | Qm     | 108/4π     | 108/4πc   |     |
| クーロン (C) | 電束         | ψ      | 10−1×4π  | 10−1×4πc   | ウェーバ (Wb)  | 磁束           | Φ      | 108 Mx     | 108/c     |     |
| ファラド (F) | 静電容量     | C      | 10−9     | 10−9c2     | ヘンリー (H)   | インダクタンス | L      | 109        | 109/c2    |     |
| V/m          | 電場         | E      | 106      | 106/c      | A/m            | 磁場           | H      | 10−3×4π Oe | 10−3×4πc  |     |
| V/m          | -            | -      | -        | -          | A/m            | 磁化           | M      | 10−3       | 10−3/c    |     |
| C/m2         | 電束密度     | D      | 10−5×4π  | 10−5×4πc   | テスラ (T)     | 磁束密度       | B      | 104 G      | 104/c     |     |
| C/m2         | 電気分極     | P      | 10−5     | 10−5×c     | テスラ (T)     | 磁気分極       | Pm     | 104/4π     | 104/4πc   |     |
| F/m          | 誘電率       | ε      | 10−11×4π | 10−11×4πc2 | H/m            | 透磁率         | μ      | 107/4π     | 107/4πc2  |     |
| 表の見方     |              |        |          |            |                |                |        |            |           |     |